# Smurfhits 10
Smurfhits 10 är det tionde och sista albumet i Smurfarnas skivserie Smurfhits, utgivet den 5 april 2001 på skivbolaget Arcade. Under 2008, sju år efter detta album, tillkom en ny serie kallad Smurfparty.

## Låtlista
1. "Smurfskogens träd" ("Regnbågens barn" av Bubbles) – 3:07
2. "Kom och prata smurf" ("Sorry I'm In Love" av Emilia Rydberg) – 3:05
3. "Domarsmurfen" ("Do You Want Me" av Da Buzz) – 3:39
4. "Tjaba smurfar hallå" ("Tjabba tjena hallå" av Nicke & Mojje) – 2:31
5. "Smurflands hjältar" ("Cartoon Heros" av Aqua) – 3:40
6. "Tralala Lala" ("Shalala Lala" av Vengaboys) – 3:35
7. "En smurfblå värld" ("Rock the World" av Bubbles) – 3:24
8. "Mambo Mambo" ("Mambo Mambo" av Lou Bega) – 3:16
9. "Om grisar flög" (If Pigs Could Fly) – 3:28
10. "Gammelsmurf svara (Papa Smurf Tell Us)" – 2:52
11. "Trapetssmurf (The Smurf on the Flying Trapeze)" – 3:29
12. "Smurfarna är här (The World of Smurfs)" – 3:01

## Listplaceringar
| Lista (2001) | Topplacering |
| ------------ | ------------ |
| Sverige      | 45           |

### Fotnoter
1. ↑  ”Smurfhits 10”. Hitparad. Arkiverad från originalet den 5 mars 2016. https://web.archive.org/web/20160305013223/http://www.hitparad.se/showitem.asp?interpret=Smurfarna&titel=Smurfhits+10&cat=a. Läst 31 oktober 2012.